# روزماري بتون بيجز
روزماري بِتون بيجز (بالإنجليزية: Rosemary Peyton Biggs)‏ (21 أبريل 1912- 29 يونيو 2001) أخصائية أمراض دم إنكليزية. عملت مباشرةً مع روبرت جوين ماكفارلين في مستشفى رادكليف ومستشفى تشرشل في أكسفورد، حيث درست اضطرابات التخثر وخاصة الهيموفيليا (الناعور).

## النشأة والتعليم
ولدت روزماري بيجز في 21 أبريل 1912 في لندن لإدغار بيجز وهو صائغ ذهب وزوجته إثيل، رغبت روزماري في دراسة الطب لكن والديها لم يوافقا على اختيارها، لذلك كحل وسط درست علم النبات، وحصلت على درجة البكالوريوس من جامعة لندن عام 1934 وبعد ذلك حصلت على الدكتوراه في علم الفطريات من جامعة تورنتو. مع بداية الحرب العالمية الثانية، عادت إلى لندن والتحقت بكلية الطب للنساء في لندن، تخرجت بشهادة بكالوريوس في الطب وبكالوريوس في الجراحة (MBBS) في عام 1943.

## السيرة المهنية
في عام 1944 بعد أن شغلت مناصب صغيرة في مستشفيات لندن، انتقلت بيجز إلى أكسفورد حيث انضمت إلى قسم علم الأمراض في مستشفى رادكليف كمساعدة دراسات عليا. درست بدايةً متلازمة الهرس والتغير في اختبارات أمراض الدم، تحت إشراف روبرت جوين ماكفارلين. بعد ذلك بحثت في تشكّل وانهيار جلطات الدم (تجلط الدم وانحلال الفِبرين)، وحصلت على درجة الدكتوراه في الطب والميدالية الذهبية من جامعة لندن لأطروحتها عن تخثر إنزيم الثرومبين (العامل الثاني) في عام 1949. في عام 1952، صممت اختباراً جديداً وهو اختبار توليد الثرمبوبلاستين، لاكتشاف العيوب في دم الأشخاص الذين يعانون من الهيموفيليا (الناعور). في العام ذاته اكتشفت مجموعة بيجز وماكفارلين أنزيم تخثر غير معروف سابقاً وهو العامل التاسع، وأطلقت عليه في الأصل اسم عامل كريسماس (Christmas factor). صاغت أيضاً مصطلح مرض الكريسماس (المعروف الآن باسم الهيموفيليا (الناعور) B) للمرضى الذين يعانون من قصور العامل التاسع، والذي يتميز عن الهيموفيليا الكلاسيكية (المعروفة الآن باسم الهيموفيليا (الناعور) A) بنقص في العامل الثامن. سُمي العامل والمرض الجديد باسم ستيفن كريسماس، أول مريض اكتشف من قبل المجموعة في أكسفورد ليكون ناقصاً في العامل التاسع.
نشرت بيجز وماكفارلين كتاب تجلط الدم البشري واضطراباته في عام 1953 وكتبت أول إرشادات المملكة المتحدة لعلاج الهيموفيليا (الناعور) في عام 1955. قُبِلَ اقتراحهما بإنشاء مركز وطني لمكافحة الهيموفيليا (الناعور) وضم أقساماً للعلاج والبحث وتجزئة بلازما الدم من قبل وزارة الصحة في عام 1964، في ذلك الوقت عُولِج ثلاثة أرباع المرضى المعروفين في إنجلترا وويلز بمعاناتهم من الهيموفيليا الحادة في أكسفورد. عند تقاعد ماكفارلين في عام 1967، عُينت بيجز مسؤولة عن مختبر أبحاث تخثر الدم التابع لمجلس البحوث الطبية في أكسفورد. افتتح مركز أكسفورد للهيموفيليا (الناعور) في عام 1968 في مستشفى تشرشل، وأُدير من قبل بيجز من تأسيسه حتى تقاعدها عام 1977.
حصلت بيجز على جائزة مؤسسة جيمس ف. ميتشل الدولية لأبحاث القلب والأوعية الدموية في عام 1971 وجائزة ماكفارلين من جمعية الهيموفيليا (الناعور) في عام 1978. انتخِبت زميلة في الكلية الملكية للأطباء عام 1974.  كانت عضواً مؤسساً في الجمعية البريطانية لطب الدم والجمعية الدولية لأمراض الدم والثرومبوبلاستين، وعملت كرئيسة تحرير المجلة البريطانية لطب الدم ومجلة أمراض الدم والثرومبوبلاستين .

## حياتها
تقاعدت بيجز عام 1977 وعاشت بعد ذلك في ليتل كومبيرتون، ورسيستيرشاير، مع ابنتها بالتبني. توفيت في 29 يونيو عام 2001.